# باولو ساربي
باولو ساربي (14 أغسطس 1552-15 يناير 1623) مؤرخ من البندقية وأسقف وعالم ورجل قانون كنسي ورجل دولة نشط نيابة عن جمهورية البندقية خلال فترة تحديها الناجح للحظر البابوي (1605-1607) وحرب (1615-1617) مع النمسا على قراصنة أوسكوك. ألهمت كتاباته الجدلية وضوحًا ونقده الشديد للكنيسة الكاثوليكية وتقاليدها المدرسية «كل من هوبز وإدوارد جيبون في فضح زيفهم التاريخي لصنعة الكهنوت». نُشر العمل الرئيسي لساربي تاريخ مجلس ترينت (1619) في لندن عام 1619، وأعمال أخرى ظهرت بعد وفاته: تاريخ المنافع الكنسية، وتاريخ التحريم وملحقه لتاريخ الأوسكوك. نُظمت حول مواضيع فردية، وهي أمثلة مبكرة لنوع الأفرودة التاريخية.
اكتسب ساربي شهرة كبطل للجمهورية والفكر الحر واحتمالية كونه بروتستانتيًا متخفيًا، بصفته مدافعًا عن حريات جمهورية البندقية ومؤيدًا لفصل الكنيسة عن الدولة. ذكر جون آدامز كلمته الأخيرة «Esto perpetua» والتي تعني «فليكن دائمًا» في عام 1820 في رسالة إلى توماس جيفرسون، عندما «تمنى آدامز بنفس قدر تقوى الأب باول الحفاظ على إمبراطوريتنا الأمريكية الواسعة ومؤسساتنا الحرة، كما كان ساربي يتمنى الحفاظ على البندقية ومؤسساتها».
كان ساربي أيضًا عالِمًا تجريبيًا، ومؤيدًا للنظام الكوبرنيكي، وصديقًا وراعيًا لغاليليو غاليلي، ومتابعًا شديدًا لأحدث الأبحاث في علم التشريح والفلك والمقذوفات في جامعة بادوا. تضمنت شبكته الواسعة من المراسلين فرانسيس بيكون وويليام هارفي.
آمن ساربي بضرورة إلغاء المؤسسات الحكومية رقابتها على الرسائل الإخبارية التي بدأت تنتشر في عصره، ونشر نسخها الخاصة من الأخبار لمواجهة منشورات العدو بدلًا من الرقابة. نشر ساربي بهذه الروح عدة كتيبات دفاعًا عن حقوق البندقية على البحر الأدرياتيكي. يمكن بذلك اعتبار ساربي من أوائل المدافعين عن حرية الصحافة، على الرغم من أن هذا المفهوم لم يكن موجودًا في حياته.

## النشأة
ولد بيترو ساربي في البندقية. كان والده تاجرًا، ولم يكن ناجحًا، وكانت والدته نبيلة من البندقية. توفي والده وهو طفل. تلقى الطفل اللامع تعليمه على يد عمه، وهو مدرس مدرسة، ثم على يد الراهب غياماريا كابيلا، وهو راهب من رتبة الخدمة الأوغسطينية. دخل رتبة الخدمة في عام 1566، وكان عمره 13 عامًا، متخذًا اسم الأخ باولو، مع لقب الخادم، الذي عُرف به لدى معاصريه.
عُين ساربي في دير في مانتوفا عام 1567، وفي عام 1570 ألقى أطروحات حول المناظرات هناك، ودُعي للبقاء كعالم لاهوت في البلاط لدى الدوق غولييلمو غونزاغا. بقي ساربي أربع سنوات في مانتوا، حيث درس الرياضيات واللغات الشرقية. ذهب إلى ميلانو عام 1575، حيث أصبح مستشارًا للأسقف والقديس تشارلز بوروميو، إلا أن رؤساؤه نقلوه إلى البندقية كأستاذ للفلسفة في دير سيرفيت. أصبح في عام 1579 ريفيًا في مقاطعة البندقية برتبة خادم أثناء دراسته في جامعة بادوفا. عُين بعد أن أصبح عمره 27 عامًا وكيلًا عامًّا للرتبة، وأُرسل بهذه الصفة إلى روما، حيث تعامل مع ثلاثة باباوات متعاقبين والمحقق الكبير وغيرهم من الأشخاص المؤثرين.
عاد ساربي إلى البندقية عام 1588 وأمضى 17 عامًا في الدراسة، وكانت متقطعة أحيانًا بسبب النزاعات الداخلية في مجتمعه. أوصى به مجلس الشيوخ الفينيسي لأسقفية كاورلي في عام 1601، لكن السفير البابوي، الذي رغب في أن يصبح تلميذه، اتهم ساربي بإنكار خلود الروح ومعارضة سلطة أرسطو. فشلت أيضًا محاولة تعيينه لأسقفية أخرى في العام التالي، إذ أساء البابا كليمنت الثامن إلى ساربي من خلال تواصله مع المهرطقين المتعلمين.

## البندقية في صراع مع البابا
توفي كليمنت الثامن في مارس 1605، وأدى موقف خليفته البابا بول الخامس إلى توتر حدود الصلاحيات البابوية. اعتمدت البندقية في الوقت نفسه تدابير لتقييدها، إذ جرى التأكيد على حق المحاكم العلمانية في معرفة جرائم رجال الدين في قضيتين رئيسيتين ونطاق قانونين قديمين للمدينة، وهما: حظر تأسيس كنائس جديدة أو التجمعات الكنسية دون موافقة الدولة، والثاني متعلق بحظر حيازة الممتلكات من قبل الكهنة أو الهيئات الدينية. طُبقت هذه القوانين على كامل أراضي الجمهورية. قدم السفير البابوي في يناير 1606 موجزًا يطالب فيه بالتقديم غير المشروط لأبناء البندقية. وعد مجلس الشيوخ بتوفير الحماية لجميع رجال الدين الذين يجب أن يساعدوا الجمهورية في هذه الحالة الطارئة من خلال مستشارهم. قدم ساربي مذكرات، مشيرًا إلى أن حجب الثقة يمكن أن يُقابل بطريقتين: بحكم الأمر الواقع من خلال حظر نشرها، وبحكم القانون، من خلال التماس لمجلس عام. قُبلت الوثيقة على نحو جيد، وأصبح ساربي مستشارًا قانونيًا ولاهوتيًا للجمهورية.
تبددت الآمال في أبريل التالي في التوصل إلى حل وسط بسبب حرمان بولس الكنسي للفينيسيين ومحاولته وضع سيادتهم تحت الحظر. دخل ساربي بقوة في الجدل. كان من غير المسبوق بالنسبة للكنسية ذات السيادة أن يُجادل في خضوع رجال الدين للدولة.
بدأ بإعادة نشر الآراء المعادية للبابوية للرجل الكنسي جان جيرسون (1363-1429). وضع في كتاب مجهول نُشر بعد ذلك بوقت قصير (إجابة من دكتور في اللاهوت) مبادئًا ضربت بشكل جذري السلطة البابوية في الأمور العلمانية. أُدرج هذا الكتاب فورًا في دليل الكتب المحرمة، وهاجم الكاردينال بيلارمين عمل جيرسون بشدة، ثم رد ساربي في اعتذار. سرعان ما تبع ذلك إلقاء اللوم على إصدار كتابي اعتبارات حول الرقابة، ومعاهدة التحريم اللذان أُعدّا تحت إشرافه من قبل اللاهوتيين الآخرين. ظهرت العديد من الكتيبات الأخرى، المستوحاة من ساربي أو التي تحكم بها، ما أدى إلى تسليط المزيد من الرقابة على كل ما كتب في البندقية دفاعًا عن الجمهورية.
تجاهل رجال الدين الفينيسيون الاعتراض إلى حد كبير بعد نصيحة ساربي، وأدّوا وظائفهم كالمعتاد، وكان الاستثناء الرئيسي هم اليسوعيون، الذين غادروا وطُردوا رسميًا في نفس الوقت. رفضت القوى الكاثوليكية فرنسا وإسبانيا الانجرار إلى الشجار ولجأت إلى الدبلوماسية. رتبت وساطة الملك هنري الرابع ملك فرنسا في أبريل 1607 حلًا وسطًا أنقذ كرامة البابا لكنه تنازل عن النقاط محل الخلاف. أعيد الكاهنان إلى روما ولكن مع احتفاظ البندقية بالحق في محاكمة رجال الدين في المحاكم المدنية. لم تثبت النتيجة هزيمة الادعاءات البابوية بقدر ما أثبتت الاعتراف بأن الحظر والحرمان الكنسي قد فقدا قوتهما.
قال ساربي: «الجمهورية، هزت المزاعم البابوية. فمن سمع حتى الآن عن اعتراض بابوي، نُشر بكل جدية، انتهى بالدخان؟».

## حياته اللاحقة
قضى ساربي ما تبقى من حياة بسلام في ديره، على الرغم من استمرار إحاكة المؤامرات ضده، وتحدث أحيانًا عن اللجوء إلى إنجلترا. كرس نفسه للدراسات العلمية عندما لم يكن منخرطا في إعداد أوراق الدولة، وألف العديد من الأعمال. خدم الدولة حتى النهاية. كان قد أملى ثلاثة ردود على الأسئلة المتعلقة بشؤون جمهورية البندقية في اليوم السابق لوفاته، وكانت كلماته الأخيرة «فليكن دائمًا».
أصبحت هذه الكلمات شعار ولاية أيداهو وتظهر على ظهر ربع عام 2007 في أيداهو، بالإضافة إلى تناولها من قبل مجموعات وهيئات أخرى مختلفة في بلدان مختلفة.